# De Slakkentuin
De Slakkentuin is een slakkenkwekerij in Reusel, Noord-Brabant.

## Geschiedenis
De familie Stappaerts is een agrarische familie, die door omstandigheden zoals wetswijzigingen, financiële risico's en andere factoren die een zeker boerenbestaan bedreigden, naar alternatieven zocht. Tijdens de diploma-uitreiking van een viscursus in 1990 stond een informatiestand over slakken in de ruimte waar Ad Stappaerts (1961) met collega-cursisten aanwezig was. Het wekte zijn belangstelling alsook die van anderen. Er was echter geen Nederlandse cursus voorhanden in deze richting. De MAS in Helmond zag mogelijkheden in deze tak en maakte een docent vrij om als projectbegeleider onderzoek te gaan doen naar de slakken teelt en er een cursus voor te ontwikkelen.
Na studiereizen in Zuid-Europese landen waar de slakkensector leeft, besloten de cursisten en hun begeleiders van de MAS in Nederland een slakkenkwekerijsector te ontwikkelen. Door de cursisten werd literatuur bestudeerd en experimenten uitgevoerd. In die geest begon Stappaerts in 1996 zijn eigen kwekerij. Hij zette honderdtachtig vierkante meter veld uit voor gros gris slakken. Ze kregen de vrijheid om te kruipen en planten werden als voedsel in bakken gelegd. Het werd spoedig duidelijk dat de gehanteerde methode te arbeidsintensief was: door er te veel tijd in te investeren liep de prijs te hoog op waardoor het eindprodukt prijstechnisch niet interessant was voor de afzetmarkt. Het was Stappaerts duidelijk dat naar een extensieve kweekmethode gezocht moest worden.
Bij de groep cursisten vielen de resultaten tegen en van de 18 cursisten bleef uiteindelijk een derde over. De achterblijvende groep besefte dat ze op een of andere manier met elkaar samen moesten gaan werken. Het was voor hen reden om “Helix” U.A., een coöperatieve vereniging voor escargottelers, op te richten. Er bleken in Nederland enkele telers te zijn die al langer bezig waren. Samenwerking met hen draaide echter op niets uit, zodat Helix op eigen kracht verder ontwikkelde. Het kweken zelf van escargots bleek al snel niet het probleem te zijn. Het was veeleer het goed regelen van de verwerking en afzet dat problematisch was. Samen met de andere leden van de coöperatie legde Stappaerts contacten met een firma uit het Belgische Dinant die al langere tijd ervaring had in de verwerking van de slakken. Alle slakken van de Helix-groep werden toen eens per maand verzameld bij Stappaerts, waarna hij ervoor zorgde dat ze vervoerd werden naar Dinant. Hij besefte dat dit geen ideale oplossing was, want wat in Dinant gedaan werd, zouden zij zelf ook kunnen. Hij hield daarom het idee in het achterhoofd zelf ooit een verwerkingseenheid op te richten.
Anno 2000 ging het Stappaerts nog voornamelijk om het telen. Hij streefde er tevens naar met andere leden van de coöperatie de productie van slakken uit te breiden. Door meer slakken te kweken hoopten ze een constant aanbod te kunnen bieden zodat ze structureel winkels of restaurants konden bevoorraden. Door zelf een verwerkingseenheid op te richten hoopte de coöperatie een kwalitatief goed en betaalbaar eindproduct neer te kunnen zetten.

## Beschrijving
Anno 2000 had Stappaerts een stal van 9 bij 20 meter die na een renovatie van zijn bedrijf leeg kwam te staan. Daar lag een bodem dekaarde aanvankelijk bestemd voor champignonnen. Daarop stonden rijen oude veiling kistjes waar segrijnslakken van het type gros gris voor het merendeel aan de onderkant tegen aan hangen. De slakken werden gevoederd door meel dat door de ruimte gestrooid wordt en vermengd werd met mistwater.
Stappaerts had ca. 90.000 slakken in de stal, terwijl hij er nog 100.000 elders liet overwinteren. Als het in mei vorstvrij was werden alle slakken in drie buitenverblijven van 6 bij 25 meter geplaatst. In deze tijd van het jaar werden in die ruimte de kistjes geplaatst waar de slakken op en onder kwamen te hangen. Een groot vogelnet bood bescherming tegen natuurlijke vijanden als vogels.
Schimmel en ongedierte in de stal was geminimaliseerd door gebruik van speciale wormen die het afval snel composteren.